# Christian von Pentz (Offizier)

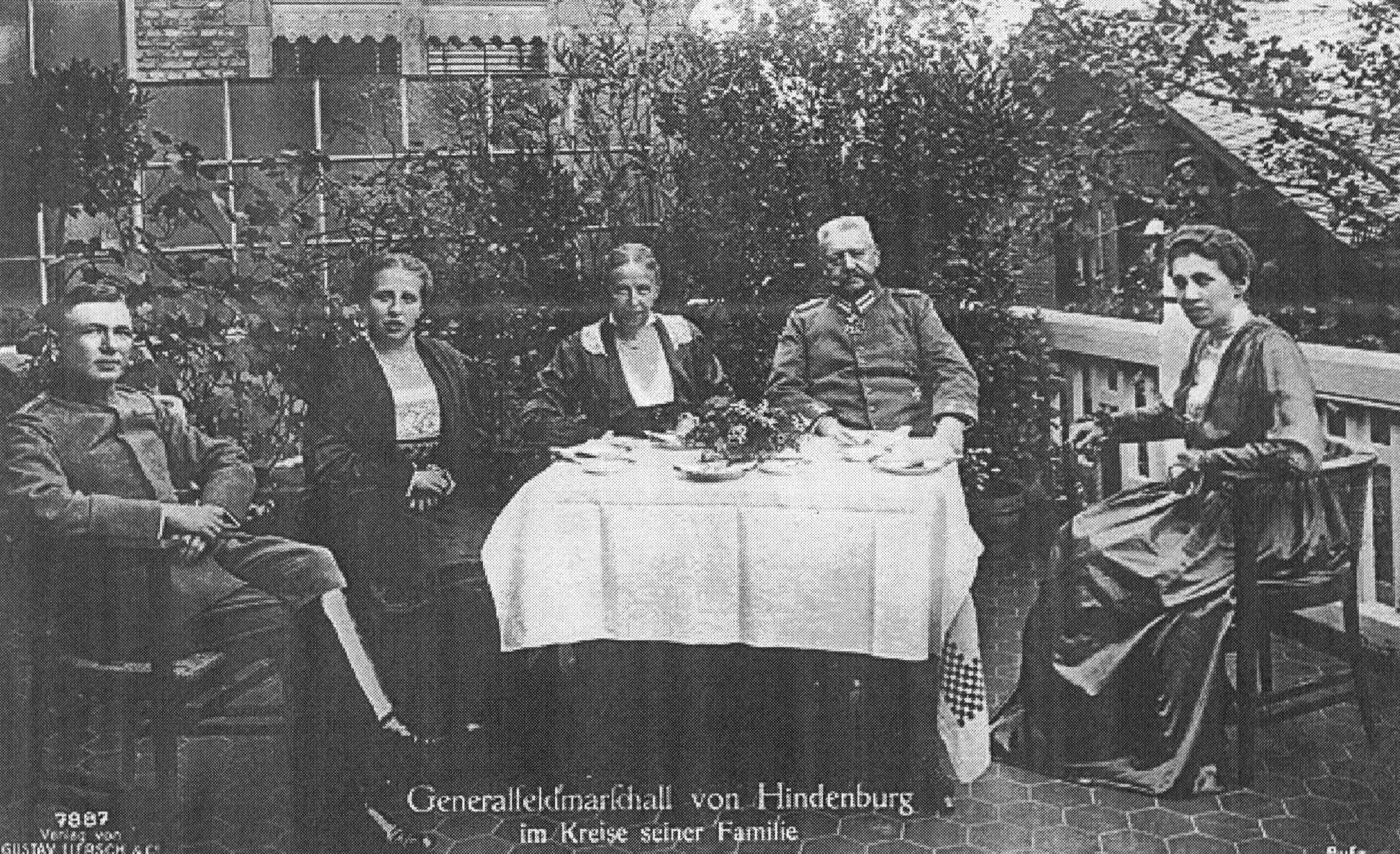
Christian von Pentz, 1917 beim 70. Geburtstag seines Schwiegervaters

Christian Alexander Franz von Pentz (* 21. Januar 1882 in Gremmelin; † 21. Februar 1952 in Hamburg) war ein deutscher Offizier und Adjutant Paul von Hindenburgs in der Obersten Heeresleitung im Ersten Weltkrieg.

## Leben
Christian von Pentz entstammte dem mecklenburgischen Adelsgeschlecht von Pentz und wurde als Sohn des Rittergutsbesitzer Alexander (Heinrich Ludwig) von Pentz (* 1845) aus Gremmelin und dessen Frau Frieda (Charlotte Sophie Luise Alexandrine), geb. Paetow (1854–1893), geboren. Er besuchte das Bützower Realgymnasium mit Abgang aus der Prima zu Michaelis 1900, danach trat er in die Preußische Armee ein. Als Oberleutnant im 2. Hannoverschen Dragoner-Regiment Nr. 16 heiratete Pentz 1912 Annemarie von Beneckendorff und von Hindenburg, die jüngere Tochter des späteren Generalfeldmarschalls und Reichspräsidenten Paul von Hindenburg.
Als sein Schwiegervater während des Ersten Weltkriegs erst zum deutschen Oberkommandierenden im Osten (1914), schließlich sogar zum Chef des deutschen Generalstabs (1916) befördert wurde, geriet auch Pentz in den Fokus der öffentlichen Wahrnehmung. Als Adjutant Hindenburgs kam er ins Große Hauptquartier der Obersten Heeresleitung in Spa.
Nach der deutschen Kriegsniederlage 1918 und der Gründung der Weimarer Republik 1919 wurde Pentz in die Reichswehr übernommen. Dort kommandierte er u. a. eine Eskadron des 13. (Preußisches) Reiter-Regiments in Lüneburg und war bei seiner Beförderung zum Major am 1. Februar 1926 im Stab des Regiments in Hannover tätig. 1931 schied er als Oberstleutnant aus dem Militärdienst.
Christian heiratete am 21. November 1912 in Hannover Annemarie von Beneckendorff und von Hindenburg (1891–1978). Aus der Ehe gingen vier Kinder hervor:
- Christa Maria Frieda Gertrud (* 5. November 1913; † 12. Mai 1991)
- Viktoria Sibylle Dorothee Petra (* 27. Juni 1918; † 1. August 1978)
- Renate Sabine Annemarie (* 14. August 1922; † 2. September 1979)
- Bernd Dieter Alexander Paul Wilhelm (* 4. Februar 1925, † 11. August 1944).

## Auszeichnungen
- Eisernes Kreuz (1914) II. und I. Klasse[3]
- Bayerischer Militärverdienstorden IV. Klasse mit Schwertern[3]
- Ritterkreuz I. Klasse des Albrechts-Ordens mit Schwertern[3]
- Ritterkreuz I. Klasse des Friedrichs-Ordens[3]
- Ritterkreuz II. Klasse des Ordens vom Zähringer Löwen mit Schwertern und mit Eichenlaub[3]
- Mecklenburgisches Militärverdienstkreuz II. Klasse[3]
- Braunschweiger Kriegsverdienstkreuz II. Klasse[3]
- Friedrich-August-Kreuz II. Klasse[3]
- Friedrich-Kreuz[3]
- Hanseatenkreuz Bremen[3]
- Ritterkreuz I. Klasse des Herzoglich Sachsen-Ernestinischen Hausordens mit Schwertern[3]
- Österreichisches Militärverdienstkreuz III. Klasse mit der Kriegsdekoration[3]
- Eiserner Halbmond[3]
- Offizierskreuz des Bulgarischen Militärverdienstordens[3]